# Шоу (фільм, 1927)
Шоу (англ. The Show) — американський трилер режисера Тода Браунінга 1927 року.

## У ролях
- Джон Гілберт — Кок Робін
- Рене Адоре — Салом
- Лайонел Беррімор — грек
- Едвард Коннеллі — солдат
- Гертруда Шорт — Лена
- Енді МакЛеннан — Ферре